# Ramoche

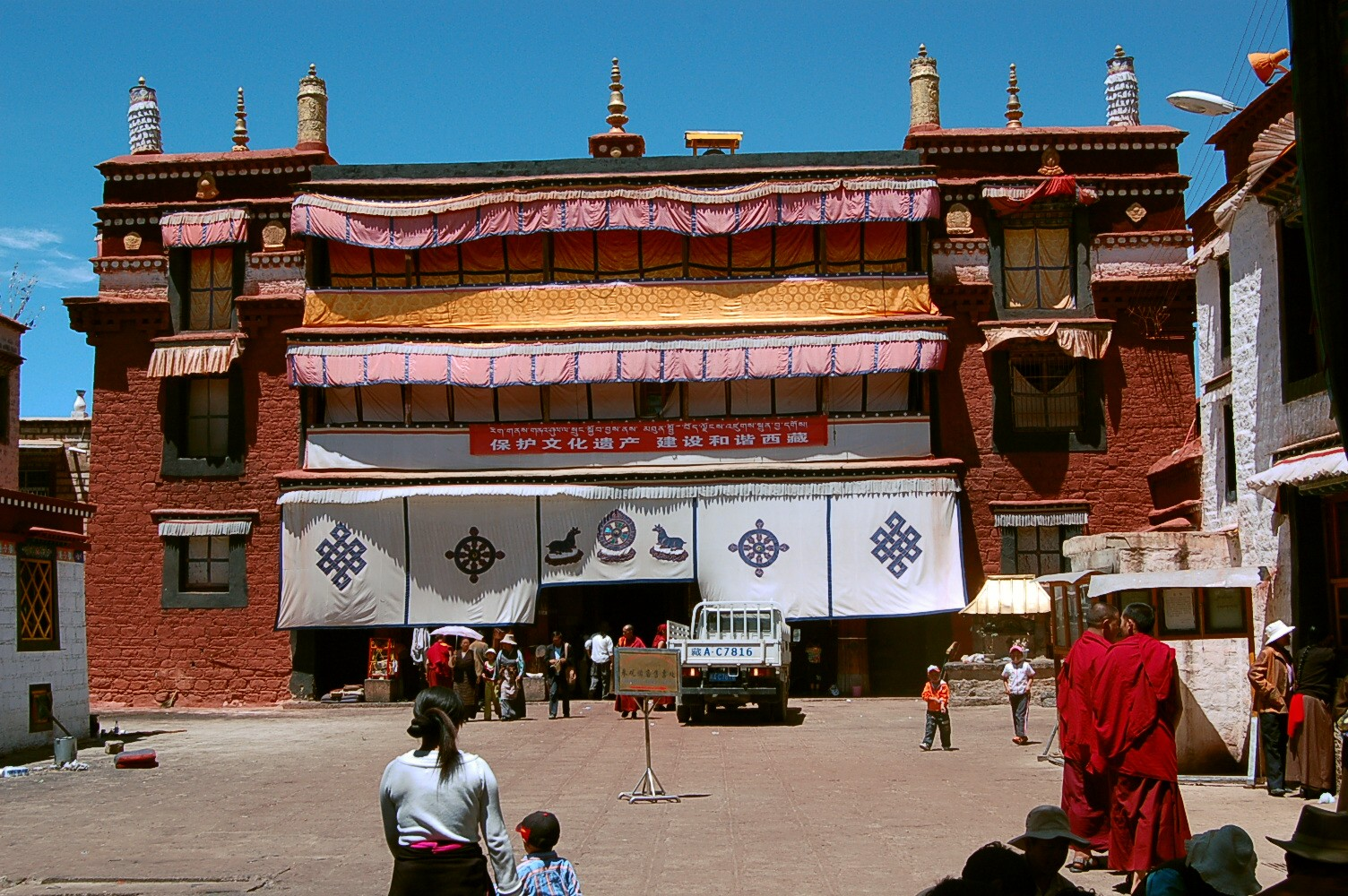
Binnenplaats Ramoche

Ramoche is een van de belangrijkste Tibetaans boeddhistische tempels van Lhasa in Tibet. De tempel bevindt zich in het noordwesten van de stad, oostelijk van Potala en ten noorden van Jokhang. In de Ramoche is het beeld aanwezig van de Jowo Mikyö Dorje. In de Jokhang bevindt zich het beeld van de Jowo Shakyamuni.
In veel literatuur wordt vermeld, dat de tempel dateert van de periode van Songtsen Gampo ( 605-650) onder invloed van de Chinese prinses Wencheng. Hedendaagse tibetologen zijn van opvatting, dat de bouw van de tempel niet eerder dan omstreeks 730 kan zijn aangevangen. De tempel zou gerealiseerd zijn dankzij de aanwezigheid van een tweede, latere Chinese prinses in Tibet, Jincheng.
In het hoofdgebouw staan tien pilaren met overgebleven Tibetaanse relikwieën, zoals ingezette lotusbloemen, juwelen en Tibetaanse karakters.

## Geschiedenis
De tempel werd ernstig beschadigd tijdens de Mongoolse periode in Tibet . Tijdens de Culturele Revolutie (1966-76) werd de tempel gedeeltelijk verwoest en geplunderd, waarbij onder andere een waardevol bronzen beeld verdween. Beide delen zijn weer bij elkaar gebracht, gerestaureerd en teruggebracht naar Ramoche in
Na de grote restauratie van 1986 heeft het hoofdgebouw van de tempel drie verdiepingen. De eerste verdieping heeft een binnenplaats, een hal voor boeddhistische geschriften en een Boeddhapaleis. De derde verdieping was de slaapkamer die tot het begin van de Tibetaanse diaspora in 1959 was gereserveerd aan de dalai lama. De tempel valt sinds het eind van de 20e eeuw onder de Chinese monumentenzorg.
De tempel staat sinds 2001 op de lijst van culturele erfgoederen in de Tibetaanse Autonome Regio.